# Peter Herbolzheimer

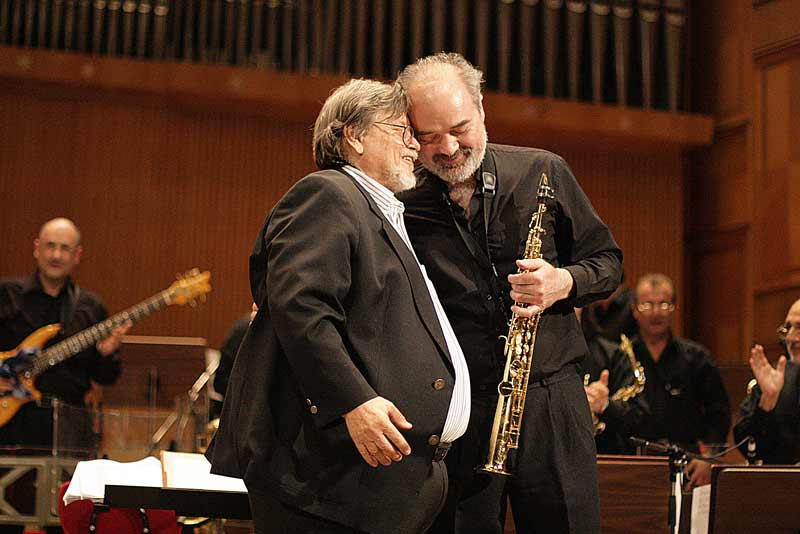
Peter Herbolzheimer (stânga) și Nicolae Simion

Peter Herbolzheimer (n. 31 decembrie 1935, București - d. 27 martie 2010, Köln, Germania) a fost un interpret de muzică de jazz, band leader și aranjor german.

## Biografie
Potrivit propriei sale declarații într-un show de televiziune în Germania, când îi prezenta pe Gheorghe Zamfir și taraful său, mama lui Herbolzheimer era româncă. 
S-a stabilit în Germania în 1951. A studiat chitara, apoi a locuit timp de patru ani în Statele Unite ale Americii. După studiul muzicii, absolvit la Nürnberg, a evoluat la trombon în diverse trupe de jazz. În 1969 și-a înființat formația de big band Rhythm Combination & Brass, care a executat și piese apropiate de stilul muzical jazzrock. Ulterior însă grupul s-a concentrat pe un repertoriu clasic pentru big band.
Din 1987 până la finele anului 2006, Peter Herbolzheimer a condus și BuJazzO (Bundesjazzorchester), "orchestra federală de jazz" din Germania. Tot până la sfârșitul anului 2006, Herbolzheimer a fost prim-președinte al Federației Germane de Jazz: Union Deutscher Jazzmusiker (UDJ), cu sediul la Bonn.

## Discografie
- My Kind Of Sunshine, 1970/1971 (MPS)
- Wide Open, 1973 (MPS)
- Waitaminute, 1973 (MPS)
- Scenes, 1974 (MPS)
- Live im Onkel Pö, 1975 (Polydor)
- The Catfish, 1975
- Jazz Gala, 1976
- Hip Walk, 1976 (Polydor)
- Touch Down, 1977
- I hear Voices, 1978 (Polydor)
- Quality, 1978 (Acanto/Bellaphon)
- Toots Suite  - Alanna
- Dreißig Jahre (Treizeci de ani) - Live in Concert  – Mons (SunnyMoon)
- Colours of a Band - Mons (SunnyMoon)
- Masterpieces  - MPS-Record (Universal)
- Music for Swinging Dancers 1,1984  -  Koala Reco (Bellaphon)
- Music for Swinging Dancers 2,1984  -  Koala Reco (Bellaphon)
- Music for Swinging Dancers 3,1984  -  Koala Reco (Bellaphon)
- Music for Swinging Dancers 4,1985  -  Koala Reco (Bellaphon)
- Latin Groove, 1987 - Koala Reco (Bellaphon)
- Fat Man Boogie, 1981  - Koala Reco (Bellaphon)
- Fatman 2, 1983  -  Koala Reco (Bellaphon)
- Bandfire, 1981 -  Koala Reco (Bellaphon)
- Jazz Gala Concert 1976 - Koala Reco (Bellaphon)
- Jazz Gala 77 - Telefunken/Decca
- Jazz Gala Concert 79 - Rare Bid/Bellaphon
- Smile - Koala Reco (Bellaphon) )
- Friends and Silhouettes - Koala Reco (Bellaphon)
- Big Band Bebop, 1984 - Koala/Bellaphon
- More Bebop, 1984 - Koala
- Colors of a Band, înregistrare din 1995, cu Dianne Reeves